# Hans Schwedler
Hans Schwedler, född 17 oktober 1878 i Berlin, död 2 maj 1945 i Hechendorf am Pilsensee, var en tysk SS-Brigadeführer. Han var SS- och polischef i distriktet Krakau från 1940 till 1941.

## Biografi
Schwedler stred i första världskriget och dekorerades med Järnkorset av första klassen.
Från juni till december 1934 var han kommendör för 79. SS-Standarte med högkvarter i Ulm. Mellan 1937 och 1939 tjänstgjorde han som lärare vid SS-Junkerschule i Bad Tölz.

### Andra världskriget
Den 1 september 1939 anföll Tyskland sin östra granne Polen och andra världskriget inleddes. Den 26 oktober inrättades Generalguvernementet, den del av Polen som inte inlemmades i Tyska riket. Från den 1 oktober 1940 till den 4 augusti 1941 var Schwedler SS- och polischef i distriktet Krakau. Under andra världskrigets senare del var Schwedler verksam vid SS-Führungshauptamt (SS-FHA), SS operativa högkvarter.
Schwedler begick självmord i Hechendorf den 2 maj 1945.

## Befordringshistorik
Hans Schwedlers befordringshistorik
- SS-Untersturmführer: 31 juli 1933
- SS-Obersturmführer: 9 november 1933
- SS-Hauptsturmführer: 20 april 1934
- SS-Sturmbannführer: 20 april 1935
- SS-Obersturmbannführer: 1 januari 1936
- SS-Standartenführer: 30 januari 1938
- SS-Oberführer: 30 januari 1940
- SS-Brigadeführer: 9 november 1942

## Utmärkelser
Hans Schwedlers utmärkelser
Första världskriget
- Järnkorset av första klassen
- Järnkorset av andra klassen
- Såradmärket i svart
- Ärekorset (Ehrenkreuz des Weltkrieges)
- Landesorden

Andra världskriget
- Krigsförtjänstkorset av första klassen utan svärd
- Krigsförtjänstkorset av andra klassen utan svärd
- SS Hederssvärd (Ehrendegen Reichsführer-SS)
- SS-Ehrenring (SS-Totenkopfring)